# Lepthyphantes concavus
Lepthyphantes concavus is een spinnensoort in de taxonomische indeling van de hangmatspinnen (Linyphiidae).
Het dier behoort tot het geslacht Lepthyphantes. De wetenschappelijke naam van de soort werd voor het eerst geldig gepubliceerd in 1960 door Ryoji Oi.